# Chotáry
Chotáry este o arie protejată (arie specială de conservare — SAC, sit de importanță comunitară — SCI) din Republica Cehă întinsă pe o suprafață de 7,17 ha, integral pe uscat.

## Localizare
Centrul sitului Chotáry este situat la coordonatele 49°43′39″N 15°59′08″E / 49.7275°N 15.985556°E.

## Înființare
Situl Chotáry a fost declarat sit de importanță comunitară în mai 2016 pentru a proteja 1 specie de animale. Situl a fost protejat și ca arie specială de conservare în septembrie 2018.

## Biodiversitate
Situată în ecoregiunea continentală, aria protejată conține 1 habitat natural: Mlaștini turboase de tranziție și turbării mișcătoare.
La baza desemnării sitului se află o specie protejată de  nevertebrate: Vertigo geyeri.